# フランソワ＝レオン・ベヌヴィル
フランソワ＝レオン・ベヌヴィル（François-Léon Benouville、1821年3月30日 - 1859年2月16日）は、フランスの画家である。「新古典派」の画家で、宗教的な題材や「オリエンタリズム」の絵画を描いた。

## 略歴
パリで生まれた。兄に風景画家のジャン＝アシル・ベヌヴィル(1815-1891)がいる。
兄とともに、フランソワ＝エドゥアール・ピコに学んだ後、1837年にエコール・デ・ボザールに入学し、1838年から、サロン・ド・パリに出展した。1845年にローマ賞の歴史画部門を受賞した。同じ年に歴史風景画部門(Prix de Rome du paysage historique)のローマ賞を受賞した兄とともに、ローマの在ローマ・フランス・アカデミーに留学した。宗教的な題材を描くようになった。
1年余りでフランスに帰国し、サン＝ジェルマン＝アン＝レーのサン・ジェルマン教会の壁画も描いた。パリで37歳で没した。

## 作品

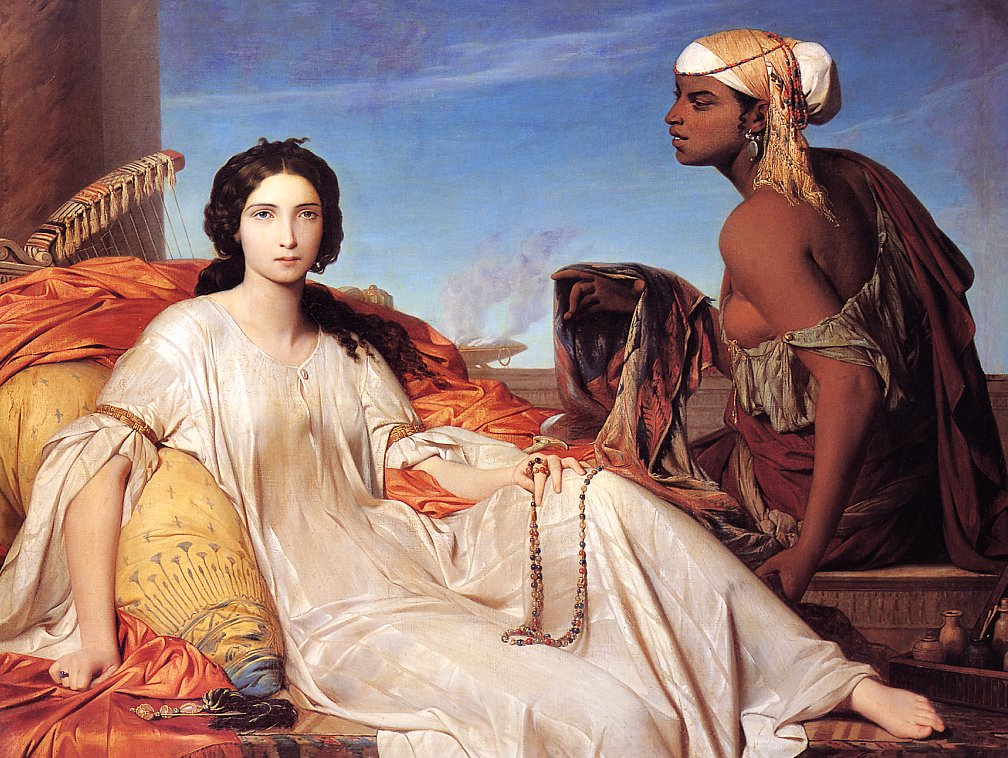
「オダリスク」(1844)
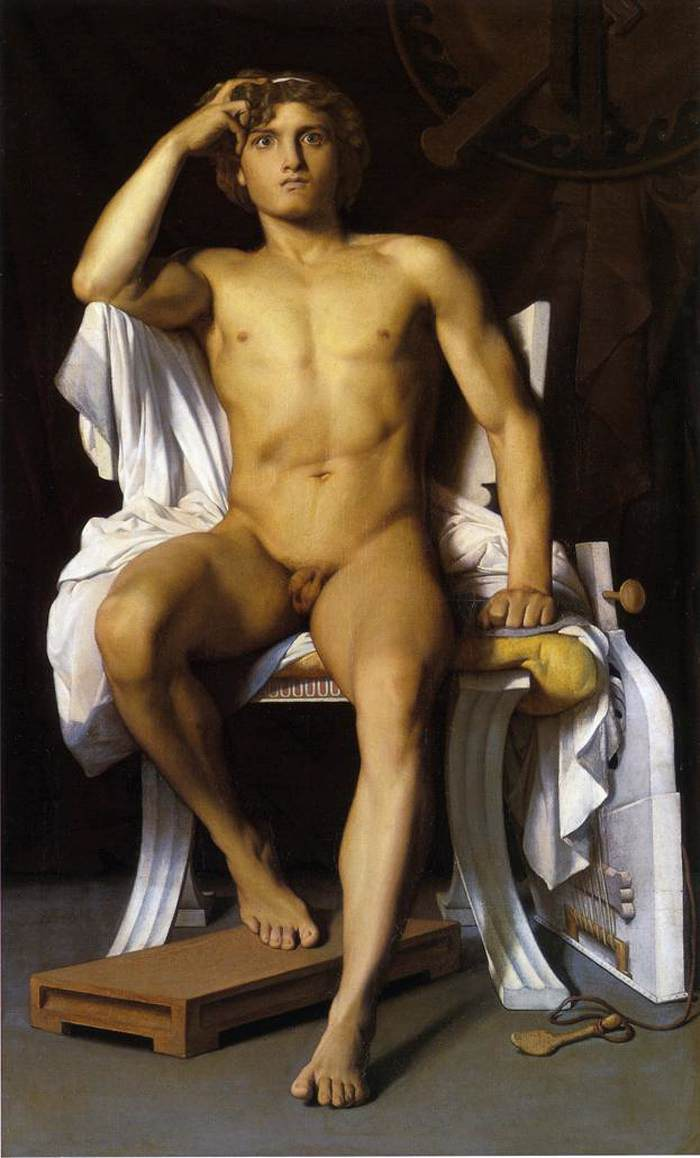
「アキレスの怒り」(1847)
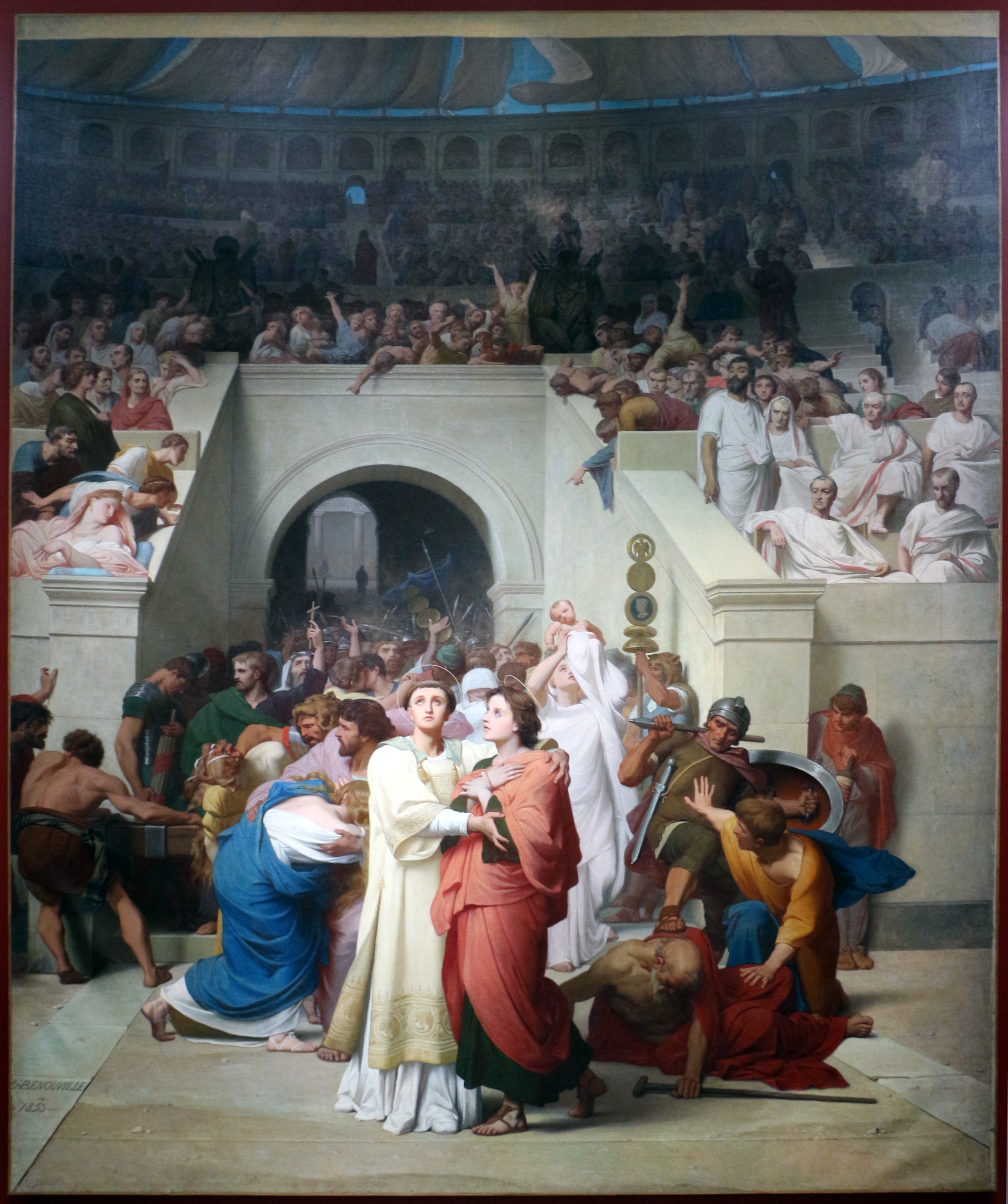
「刑場に入るローマの殉教者」(1855)